# Balón de Oro 1957

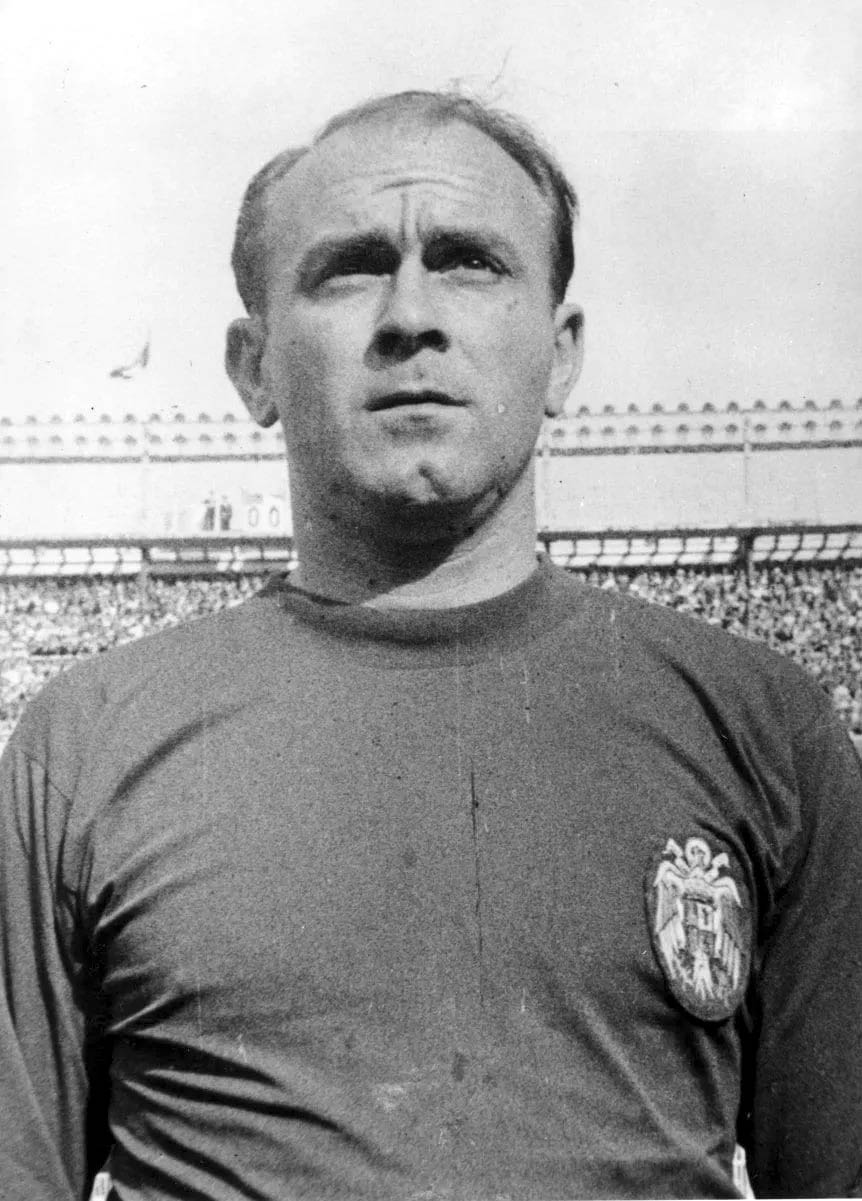
Alfredo Di Stefano en 1962

La edición de 1957 del Balón de Oro, 2ª edición del premio de fútbol creado por la revista francesa France Football, fue ganada por el argentino nacionalizado español Alfredo Di Stéfano (Real Madrid).
El jurado estuvo compuesto por 16 periodistas especializados, de cada una de las siguientes asociaciones miembros de la UEFA: Alemania Occidental, Austria, Bélgica, Checoslovaquia, España, Francia, Grecia, Hungría, Inglaterra, Italia, Países Bajos, Portugal, Suecia, Suiza, Turquía y Yugoslavia.
El resultado de la votación fue publicado en el número 613 de France Football, el 17 de diciembre de 1957.

## Sistema de votación
Cada uno de los miembros del jurado elige a los que a su juicio son los cinco mejores futbolistas europeos. El jugador elegido en primer lugar recibe cinco puntos, el elegido en segundo lugar cuatro puntos y así sucesivamente.
De esta forma, se repartieron 240 puntos, siendo 80 el máximo número de puntos que podía obtener cada jugador (en caso de que los 16 miembros del jurado le asignaran cinco puntos).

## Clasificación final
| Puesto | Jugador                 | Equipo                  | Votos | Votos | Votos | Votos | Votos | Votos | Puntos |
| Puesto | Jugador                 | Equipo                  | 1º    | 2º    | 3º    | 4º    | 5º    | Total | Puntos |
| ------ | ----------------------- | ----------------------- | ----- | ----- | ----- | ----- | ----- | ----- | ------ |
| 1º     | Alfredo di Stéfano      | Real Madrid             | 12    | 3     |       |       |       | 15    | 72     |
| 2º     | Billy Wright            | Wolverhampton Wanderers | 1     | 2     | 2     |       |       | 5     | 19     |
| 3º     | Duncan Edwards          | Manchester United       |       | 1     | 3     | 1     | 1     | 6     | 16     |
|        | Raymond Kopa            | Real Madrid             |       |       | 3     | 3     | 1     | 7     | 16     |
| 5º     | Ladislao Kubala         | Barcelona               |       | 3     | 1     |       |       | 4     | 15     |
| 6º     | John Charles            | Leeds / Juventus        | 1     | 1     | 1     | 1     |       | 4     | 14     |
| 7º     | Eduard Streltsov        | Torpedo Moscú           |       | 1     | 2     | 1     |       | 4     | 12     |
| 8º     | Tommy Taylor            | Manchester United       |       | 1     | 1     | 1     | 1     | 4     | 10     |
| 9º     | József Bozsik           | Honvéd                  | 1     |       |       | 2     |       | 3     | 9      |
|        | Igor Netto              | Spartak de Moscú        |       | 1     | 1     |       | 2     | 4     | 9      |
| 11º    | Lev Yashin              | Dinamo Moscú            | 1     |       |       | 1     | 1     | 3     | 8      |
| 12º    | Gyula Grosics           | Honvéd / Tatabánya      |       | 1     |       | 1     | 1     | 3     | 7      |
|        | Francisco Gento         | Real Madrid             |       | 1     |       |       | 3     | 4     | 7      |
| 14º    | Juan Alberto Schiaffino | Milan                   |       | 1     |       |       |       | 1     | 4      |
|        | Danny Blanchflower      | Tottenham Hotspur       |       |       | 1     |       | 1     | 2     | 4      |
|        | Miloš Milutinović       | Partizán Belgrado       |       |       | 1     |       | 1     | 2     | 4      |
| 17º    | Gerhard Hanappi         | Rapid Viena             |       |       |       | 1     | 1     | 2     | 3      |
|        | Johnny Haynes           | Fulham                  |       |       |       | 1     | 1     | 2     | 3      |
|        | Stanley Matthews        | Blackpool               |       |       |       | 1     | 1     | 2     | 3      |
| 20º    | Sándor Kocsis           | Young Fellows Juventus  |       |       |       | 1     |       | 1     | 2      |
|        | Horst Szymaniak         | Wuppertal               |       |       |       | 1     |       | 1     | 2      |
| 22º    | Kurt Hamrin             | Juventus / Padova       |       |       |       |       | 1     | 1     | 1      |
|        | Ladislav Novák          | Dukla Praga             |       |       |       |       | 1     | 1     | 1      |

## Curiosidades
- Duncan Edwards, murió el 21 de febrero de 1958, 15 días después del Desastre aéreo de Múnich, mientras que Tommy Taylor murió en el accidente.
- Primera de las cinco veces consecutivas en las que John Charles obtuvo algún punto. Su peor puesto en esas cinco veces fue un octavo puesto.